# La Motte (ö)
La Motte är en ö i kronbesittningen Jersey. Den ligger i den södra delen av Jersey, 4 km sydost om huvudstaden Saint Helier.
På La Motte finns endast lite växtlighet i form av gräs.